# Montespaccato
Montespaccato (già Borgata Fogaccia) è una frazione di Roma Capitale (zona "O" 13), situata nel suburbio S. IX Aurelio, nel territorio del Municipio Roma XIII (ex Municipio Roma XVIII). Sorge tra la via di Boccea e la via Aurelia, nella zona urbanistica 18c Fogaccia, internamente e a ridosso del Grande Raccordo Anulare.
Si espande lungo l'attuale via Cornelia, che nulla ha a che vedere con l'antica via Cornelia, una delle strade più antiche di Roma, il cui destino resta ancora per la maggior parte sconosciuto. Di essa si sa solo che fu una strada alternativa alla via Aurelia (il percorso è quasi parallelo e in parte sovrapposto), che partiva dall'attuale zona dell'Ospedale Santo Spirito e raggiungeva la campagna romana fino all'antica città Caere (attuale Cerveteri).
Gli abitanti del quartiere sono soliti suddividere colloquialmente la zona in tre parti: Monte (l'anello di via Enrico Bondi e via Antonio Pane), Valle (la valle che percorre la via Cornelia) e Caserma (la zona intorno a Largo Re Ina, dove ora c'è la caserma dei Carabinieri, una volta casa del Fascio).

## Storia

Serbatoio in piazza Cornelia in una foto degli anni '50

Il ministro dei Lavori Pubblici Giovanni Giuriati visita la tenuta Fogaccia nel 1929

Piero Fogaccia

L'area su cui sorge l'attuale Montespaccato nell'antichità era posta nel vasto Agro romano con la presenza di fattorie e piccole ville rurali, similmente alle vicine Primavalle e Casalotti, con l'assenza di grandi opere monumentali . L'antica via Cornelia, di cui rimangono solo vaghe tracce, attraversava il territorio lungo un percorso che oggi è ricalcato in gran parte da via di Boccea.
Dove oggi sorge la piazza Cornelia, in particolare nel cortile della parrocchia Santa Maria Janua Coeli, sono state rinvenute delle strutture, portate alla luce durante i lavori per la costruzione d'alcuni parcheggi sotterranei. Si tratta, probabilmente, di un cimitero dei primi secoli dell'era volgare che rimase in uso anche nel medioevo. I Romani, pagani e cristiani, seppellivano i propri defunti fuori della cinta muraria, lungo le vie consolari. In quel punto passava la consolare Cornelia o una sua derivazione e le sepolture vennero, quindi, allineate lungo l'antico tracciato. La presenza di un pozzo lascia presagire la pratica del refrigerium, ovvero una pratica che consisteva nell'accompagnare il defunto fino al luogo di sepolture con canti e banchetti in suo onore. 
Dopo la caduta dell'Impero romano tutta la zona cadde in abbandono per la malaria e per le scorribande dei barbari, rimanendo praticamente disabitata per molti secoli, come le vicine Casalotti e Primavalle.
La borgata attuale ebbe le prime tracce di insediamento moderno negli anni venti, sui terreni lottizzati dal conte Piero Fogaccia e su appezzamenti del Vaticano. Fino alla fine degli anni cinquanta il Fogaccia, che possedeva una villa sulla via di Acquafredda (attuale via Nazareth), procedette a ulteriori lottizzazioni, fino a far assumere al comprensorio l'aspetto di un insediamento urbano. All'inizio del 1929 la tenuta fu visitata dall'allora ministro dei Lavori Pubblici Giovanni Giuriati per l'apertura della locale Casa del fascio. Nel 1937 venne realizzato un percorso sperimentale di strada guidata a cura dell'ingegner Gaetano Ciocca sull'attuale via di Acquafredda , ora denominata Via Nazareth.
Nella piazza Cornelia è presente, oltre ad un edificio dei primi del '900 e alla parrocchia di Santa Maria Janua Coeli, la torre serbatoio che raccoglieva l'acqua proveniente dall'Acquedotto del Peschiera. La chiesa fu aperta al culto il 30 marzo 1941, quando il cardinale Francesco Marchetti Selvaggiani celebrò la prima messa alla presenza dei fedeli della borgata: fu lo stesso prelato a dare il nome all'edificio religioso, traducendo in latino il nome di Madonna del Paradiso, dopo di che sia la tenuta che la borgata vennero erette a parrocchia di Roma. Il primo parroco fu don Andrea Capo.
Nel 1945 il Comune di Roma cambiò il nome della borgata in Montespaccato. Negli anni del secondo dopoguerra la borgata fu popolata da immigrati provenienti da altre parti d'Italia che costruirono edifici privati spesso senza regolamentazione, il che ha creato una serie di problemi legati principalmente al traffico. Nonostante ciò la borgata rimane in parte distaccata dal tessuto urbano circostante proprio per la presenza di edifici mono e bifamiliari che le fanno assumere l'aspetto di un "piccolo paese".
Nel febbraio 1959, durante i lavori per la costruzione del G.R.A. furono ritrovati i resti di un elefante preistorico (Elephas antiquus), noto come “Il mammuth della Borgata Fogaccia”, dove sorge l'attuale zona adiacente denominata "Collina della Muse" che la collega alla Via Boccea.

## Monumenti e luoghi d'interesse

### Architetture civili

La caserma dei Carabinieri a Largo Re Ina nel 1954 ex Casa del Fascio

- Ex Casa del fascio, su largo Re Ina. Edificio del XX secolo. 41.903429°N 12.39337°E

Ora Stazione di Comando dei Carabinieri di Montespaccato.

### Architetture religiose

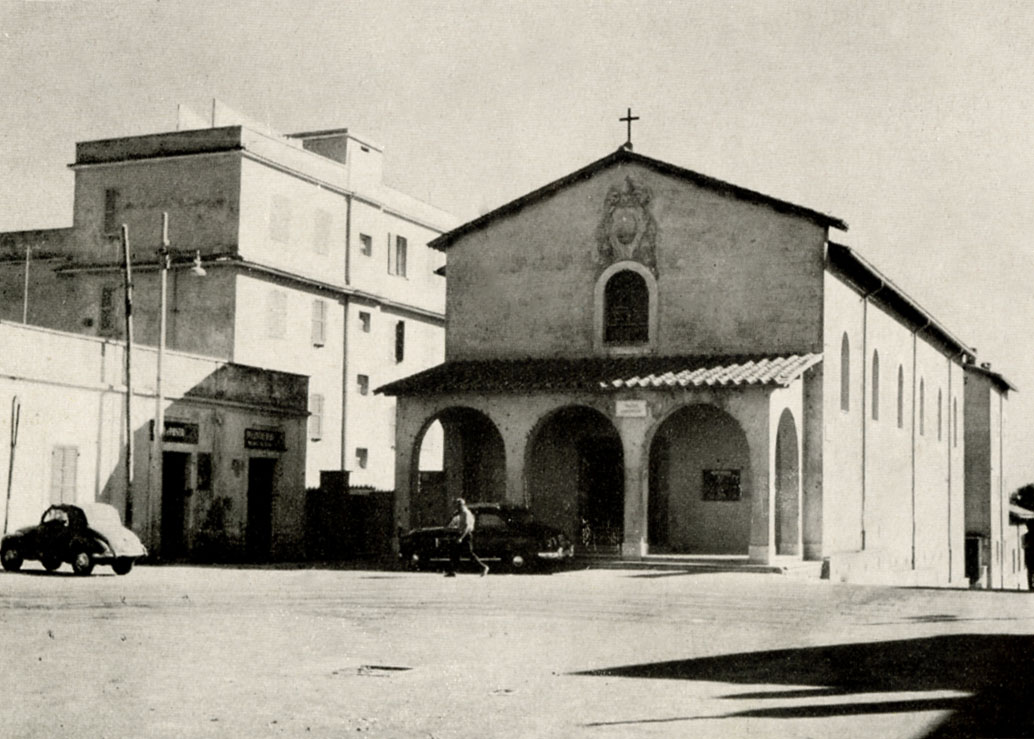
Santa Maria Janua Coeli nel 1954

- Chiesa di Santa Maria Janua Coeli, su piazza Cornelia. Chiesa del XX secolo (1941). 41.906053°N 12.393822°E

Progettata dall'architetto Tullio Rossi e ricavata da una vecchia costruzione preesistente. Parrocchia eretta il 25 marzo 1941 con il decreto del cardinale vicario Francesco Marchetti Selvaggiani "Postulat salubre fidelium".

## Collegamenti

Via Vallelunga nei primi anni '50

Servita da mezzi di trasporto pubblico sin dagli anni '40, fino agli anni '70 era presente solo la linea ATAC 346 che partiva da piazza Irnerio ed arrivava sino a piazza Cornelia (con poche corse giornaliere). Dagli anni '80, con la pavimentazione stradale che ha ricoperto tutta la viabilità principale, è raggiunta dalle linee ATAC 980, 981, 983 e 985, provenienti dall'Ospedale San Filippo Neri e dall'omonima fermata FL3, dal Policlinico Gemelli, Balduina, Circonvallazione Cornelia, la stazione Battistini della linea A della metropolitana, stazione di Roma Aurelia e l'ospedale San Giovanni Battista al castello della Magliana.
Dal 2006 è servita anche da uno svincolo del Grande Raccordo Anulare, che porta direttamente nel centro del quartiere.

## Sport
Calcio
- il P.D. Montespaccato, che nella stagione 2024-2025 milita nel campionato di Eccellenza Lazio.[5]. Gioca allo stadio don Pino Puglisi di via S. Vaj.
- Il Fogaccia, che nella stagione 2023-2024 milita nel campionato di Prima Categoria Lazio.